# ولادیمیر شمرال
ولادیمیر شمِرال (چکی: Vladimír Šmeral; ۱۶ اکتبر ۱۹۰۳ – ۱۵ مارس ۱۹۸۲) بازیگر اهل کشور چکسلواکی بود.
از فیلم‌ها یا برنامه‌های تلویزیونی که وی در آن نقش داشته‌است می‌توان به باز از روی گودال‌ها خواهم پرید، چکاوک‌ها روی بند، قصه‌های چاپک و پتک جادوگران اشاره کرد.